# Cratere Salaga
Salaga  è un cratere sulla superficie di Marte.